# Gefecht bei Majadahonda
Bailén –  Roliça –Vimeiro – Saragossa (1808) – Burgos (Gamonal) – Medina de Rioseco – Espinosa –  Tudela – Somosierra – Saragossa (1809) – La Coruña – Torres Vedras – Valls – Braga – Oporto – María – Talavera – Ocaña – Gerona – Ciudad Rodrigo (1810) – Buçaco – Gévora – Barrosa – Badajoz (1811) – Fuentes de Oñoro – La Albuera – Tarragona (1811) – Sagunt (Murviedro) – Ciudad Rodrigo (1812) – Badajoz (1812) –  Majadahonda – Salamanca – García Hernández –  Venta del Pozo – Vitoria – 
Sorauren – San Sebastián – Bidassoa
Das Gefecht bei Majadahonda fand am 11. August 1812 bei der Ortschaft Majadahonda in der Nähe von Madrid statt. Es war Teil der Napoleonischen Kriege auf der Iberischen Halbinsel. Es standen sich eine französische Kavalleriedivision und die Vorhut der Britisch-Portugiesischen Armee unter dem Kommando von Brigadier-General Benjamin D’Urban gegenüber.

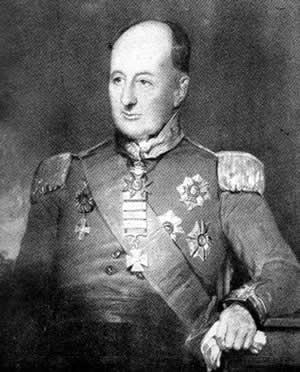
Sir Benjamin D’Urban (1777–1849), Kommandant der Vorhut der Britisch-Portugiesischen Armee und der portugiesischen Kavalleriebrigade.

## Das Gefecht
Am Morgen des 11. August wurden die Ortschaften Majadahonda und Las Rozas von britisch-portugiesischer Kavallerie unter dem Kommando des Generals D’Urban besetzt. Es handelte sich um die Vorhut der Armee des Herzogs von Wellington.
Die Dragonerdivision des Général de division Trelliard griff zunächst mit den Brigaden Reiset und Rozat die vor Majadahonda stehende Brigade D’Urban mit dem 1., 11. und 12. portugiesischen Dragonerregiment und einem Détachement der KGL-Dragoner an und schlug sie in die Flucht. Dabei ließen diese drei Kanonen der Batterie McDonald der „Royal Horse Cavalry“ zurück.
Die Portugiesen setzten sich nach Las Rozas ab und wurden dabei von der französischen Kavallerie verfolgt.
Die britische „Brigade Jonquières“ mit dem 1. und 2. Dragonerregiment der Kings German Legion und zwei Kompanien leichter Infanterie bildete daraufhin vor Las Rozas eine Abwehrlinie, die portugiesischen Dragonerregimenter (Brigade D’Urban) befanden sich da bereits rechts von Las Rozas in einer Absetzbewegung, noch ohne in das Geschehen einzugreifen. Die französische Kavallerie wurde zunächst aufgehalten, bis die eingesetzten französischen Reserven (Brigade Schiazetti) den Kampf zu ihren Gunsten entschieden. Die „Brigade Jonquières“ wurde auseinandergesprengt und setzte sich westlich an Majadahonda vorbei nach Norden ab, um sich dann nördlich des Arroyo de Zejar zu sammeln und von der anrückenden britischen 7. Infanteriedivision aufgenommen zu werden.

## Hintergründe

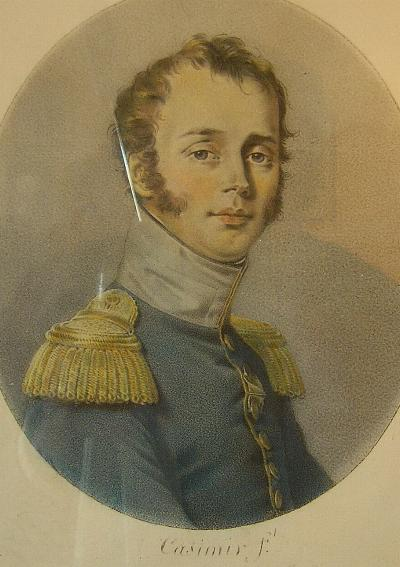
Marie Antoine de Reiset (1775–1836), Colonel des 13^{e} régiment de dragons

Nach der Niederlage des Maréchal Marmont in der Schlacht bei Arpiles am 22. Juli 1812 marschierten die Truppen von Wellington nach Madrid. Der damalige spanische König Joseph Bonaparte war über sein weiteres Vorgehen zunächst unschlüssig, beschloss jedoch dann, sich in Richtung auf die Sierra Morena zurückzuziehen. Seine Armee, vor der Hauptstadt aufgestellt zog noch vor dem Erscheinen der Briten ab und Lord Wellington konnte am 12. August die Stadt besetzen.
In der Nacht vom 10. auf den 11. August hatte die Dragonerbrigade von Colonel Reiset als Teil der Kavalleriedivision Trelliard Las Rozas passiert. Am 11. August erhielt Trelliard die Nachricht vom Eintreffen der Vorhut von Wellington.
Am Morgen des 11. August erschien die „Brigade D’Urban“ in Las Rozas und positionierte drei Artilleriegeschütze südlich des Ortes gegen die dort befindlichen Franzosen, die sich daraufhin zunächst zurückzogen. Majadahonda wurde gegen 10:00 Uhr von portugiesischer Kavallerie besetzt.
Die französische Armee war inzwischen in Boadilla eingetroffen, wo sich auch Joseph Bonaparte eingefunden hatte. Dieser befahl Général Trelliard eine Erkundung, um die Stärke der Briten festzustellen und die Vorhut anzugreifen.

## Eingesetzte Kräfte

### Französische Truppen
- Dragonerdivision Général de division Anne-François-Charles Trelliard – 11 Escadrons und eine Kavalleriekompanie
- 1. Brigade: Colonel Marie Antoine de Reiset – fünf Escadrons, 600 Reiter

13e régiment de dragons, Colonel Marie Antoine de Reiset – drei Escadrons, 350 Reiter
18e régiment de dragons – zwei Escadrons, 250 Reiter
- 2. Brigade: Colonel Nicolas Rozat de Mandres – vier Escadrons, 550 Reiter

19e régiment de dragons – 1 Escadron, 100 Reiter
22e régiment de dragons, Colonel Rozat de Mandres – drei Escadrons, 450 Reiter
- 3. Brigade: Colonel Fortunate Schiazzetti – zwei Escadrons plus eine Kompanie, 266 Reiter

Régiment de dragons italiens Napoleone, Colonel Fortunate Schiazzetti – zwei Escadrons, 200 Reiter
Chevau-légers du Grand-duché de Berg, Capitaine de Latour – eine Kompanie, 66 Reiter
- zusammen 1416 Reiter

### Britisch-portugiesische Truppen
Die Vorhut der Armee von Lord Wellington wurde von Brigadier-General Benjamin D’Urban befehligt. Sie bestand aus zwei Kavalleriebrigaden mit zusammen fünf Dragonerregimentern, einem Bataillon leichter Infanterie und einer Artilleriebatterie mit sechs Geschützen. Zeitweilig war der Generalmajor Bock, Befehlshaber der deutschen Truppen, an der Spitze der britischen Kavallerie gestanden, wurde jedoch dann durch den Colonel de Jonquières ersetzt.
- Brigade D’Urban – 7 Escadrons, 760 Mann
  - 1. Dragonerregiment Alcantara, Oberstleutnant Barbacena – 2 Escadrons, 220 Reiter
  - 11. Dragonerregiment Almeida, Oberstleutnant Bernardius – 2 Escadrons, 220 Reiter
  - 12. Dragonerregiment Miranda, Oberstleutnant Tuxeira Lobo – 3 Escadrons, 320 Reiter
- Brigade de Jonquières – 4 Escadrons, 655 Mann
  - 1st Heavy Dragoons King’s German Legion (KGL), Colonel Charles de Jonquières – 2 Escadrons, 300 Reiter
  - 2nd Heavy Dragoons King’s German Legion – 2 Escadrons, 355 Reiter
- Ein Bataillon zugeteilte Infanterie:
  - 1st Light Battalion King’s German Legion – 560 Infanteristen
- Eine zugeteilte Artilleriebatterie der Royal Horse Artillery (Captain Macdonald) mit einer Abteilung unter Captain Dyneley – 6 Geschütze
- zusammen 1975 Mann

## Ablauf der Schlacht

### Erste Phase

Plan des Gefechts bei Majadahonda, erste und zweite Phase.

Am späten Nachmittag erschien die Division Trelliard an der Straße nach Boadilla
und entwickelte sich vor Majadahonda. Der davon überraschte D’Urban stellte hastig seine Escadrons auf, zur Unterstützung eine Artilleriebatterie mit vier Geschützen, gedeckt von den Portugiesen, und einer Abteilung der schweren Dragoner der KGL – letztere kommandiert von Leutnant Kuhl.
Die Bedrohung durch die französische Kavallerie veranlasste D’Urban, seinen Dragonern einen Angriff zu befehlen. Diese aber wandten sich zur Flucht und ließen ihre Offiziere zurück. D’Urban konnte entkommen, aber die Lieutenant-colonels Barbacena und Tuxeira gerieten in Gefangenschaft. Die italienischen „Napoléon-Dragoner“ fielen über die Batterie her, zersprengten die Dragonerabteilung und konnten drei Geschütze erbeuten. Der Captain Dyneley als Batteriekommandant wurde von einem italienischen Offizier gefangen genommen. Durch diesen Erfolg ermuntert, setzte die Division Trelliard den Gegnern bis nach Las Rozas nach.

### Zweite Phase

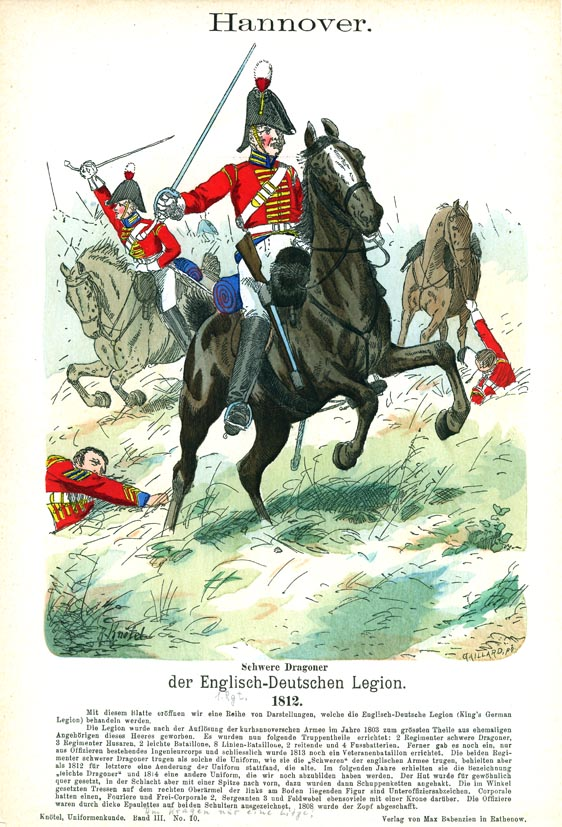
Schwere Dragoner der King’s German Legion. Richard Knötel aus: Uniformenkunde.

Inzwischen hatten die Soldaten der King’s German Legion in Las Rozas ihr Biwak eingerichtet.
Der Colonel de Jonquières erhielt mehrfach Meldung von Oberleutnant Kuhl, dass französische Kavallerie Majadahonda angegriffen habe. Jonquières glaubte hingegen nicht an einen Angriff auf seine Brigade in Las Rozas und ergriff keine Vorsichtsmaßnahmen. Aus diesem Grunde wurde die deutsche Dragonerbrigade völlig überrascht – die Mehrzahl der Soldaten war noch in der Weste, die Pferde ohne Sättel und Zaumzeug.
Durch Gewehrfeuer der „1st Light Battalion“ der KGL konnte der französische Vormarsch zwar verlangsamt, aber nicht aufgehalten werden. Die Infanterie wurde in das Dorf zurückgedrängt, ebenso die wenigen Reiter, die zur Unterstützung herbeigeeilt waren. Die Franzosen konnten sogar bis zur Bagage der KGL vordringen, wurden aber dann durch den sich verstärkenden Widerstand der Leichten Infanterie gestoppt und schwenkten nach links aus dem Ort heraus ab, um sich neu zu formieren.
Als der Angriff abgeflaut war, positionierte sich die „Brigade Jonquières“ beim Eingang des Ortes und verließ sich dabei auf die vermeintliche Verstärkung durch die sich östlich des Ortes sammelnde portugiesische Kavallerie.
Durch einen prahlerischen Zuruf des Colonel de Jonquières angetrieben:

„Kommen Sie nur, die Herren Franzosen – fürchten Sie sich nicht!“

griffen die Dragoner von Colonel Reiset erneut an, woraufhin die portugiesische Kavallerie unverzüglich die Flucht ergriff. Durch die vorigen Kämpfe geschwächt, wurde die Brigade Reiset herausgezogen und dafür die Brigade Rozat und die italienischen Dragoner von Colonel Schiazetti eingesetzt. Die Franzosen drängten die schweren Dragoner der KGL Stück für Stück zurück. Trelliard setzte jetzt seine Reserve ein, die massiert angriff:

„Wir waren so eng formiert, dass man kaum seine Waffen verwenden konnte“

so ein Sous-lieutenant des „22e régiment de dragons“.
Die Engländer wurden geschlagen, und der Brigadekommandant, der Colonel de Jonquières, geriet in Gefangenschaft. Die Engländer zogen sich nach Las Rozas zurück, wo sich das Bataillon leichter Infanterie verschanzt hatte.
Inzwischen über das Näherkommen der britischen Hauptmacht (7. Infanteriedivision) informiert, brach Trelliard das Gefecht ab und verließ unbehelligt das Schlachtfeld.

„[…] sich die Zeit nehmend, die Lafetten der britischen Kanonen zu verbrennen […]“

## Verluste
In diesem Gefecht verloren die Franzosen zwischen 100 und 120 Mann – darunter ein gefallener und 15 verwundete Offiziere. Das „13e régiment de dragons“ meldete den Chef d’escadron Maurouard als gefallen und sechs Offiziere, einschließlich Colonel Reiset, als verwundet.
Die Brigade Rozat hatte sechs Gefallene und 28 Verwundete zu beklagen, der Colonel Schiazzetti meldete 10 Ausfälle in seinem italienischen Dragonerregiment, einschließlich des Lieutenant Araldi, der verwundet wurde.
Die britisch-portugiesischen Verbände hatten Verluste in Höhe von 53 Gefallenen und 98 Verwundeten, dazu gerieten 45 Mann in Kriegsgefangenschaft.
- Die Brigade D’Urban hatte allein 108 Mann verloren, davon 23 Kriegsgefangene einschließlich des Oberstleutnants Tuxeira Lobo.
- Die Artilleriebatterie der „Royal Horse Artillery“ verlor drei Kanonen, 12 Artilleristen waren tot oder verwundet, 15 Mann wurden gefangen – einschließlich des Captain Dyneley.
- Die schwere Dragonerbrigade der „King’s German Legion“ musste 14 Gefallene, 40 Verwundete und sieben Gefangene verzeichnen.
- Über die Verluste des „1st Light Battalion“ der KGL gibt es keine Angaben, es scheint hier jedoch lediglich sieben Verwundete gegeben zu haben.[8]

## Auswirkungen

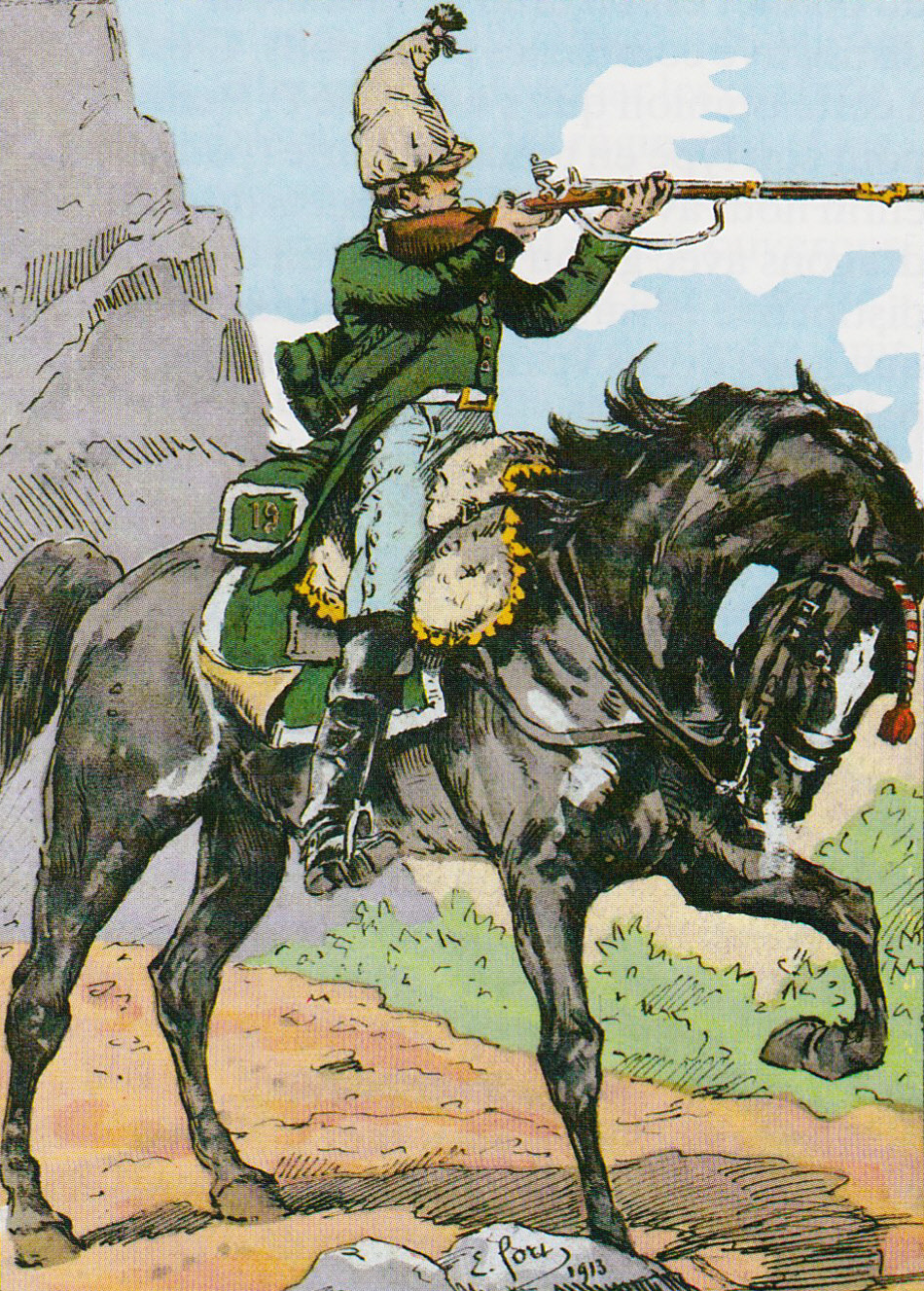
Französischer Dragoner des 19. Regiments 1811 in Spanien. Zeichnung von Ernest Fort 1913.

Das tapfere Verhalten der beiden schweren Dragonerregimenter wurde von Lord Wellesley anerkannt, und er gewährte ihnen als besondere Ehre den Einzug in Madrid am nächsten Tag an der Spitze der Truppen.
Das Verhalten der portugiesischen Regimenter, die sich einige Zeit früher in der Schlacht bei Arapiles ausgezeichnet hatten, wurde dafür streng kritisiert.
Der General D’Urban, als ihr Kommandant, schrieb am nächsten Morgen:

„In Salamanca sind sie mir in die feindlichen Linien gefolgt, wie es die britischen Dragoner taten; gestern haben sie ihre Pflicht so schlecht erfüllt, dass sie während des ersten Angriffs so weit gegangen sind, mich mitten in den Reihen der Feinde zu verlassen. Nachdem ich sie wieder gesammelt hatte, konnte ich sie trotz aller Anstrengungen nicht mehr dazu bringen, mir weiter als 20 Meter zu folgen. Sie haben mich allein gelassen und sind vor den französischen Helmen verschwunden wie die Blätter im Herbstwind.“

Die portugiesische Kavallerie hatte damit den guten Ruf, den sie sich im Monat zuvor in der Schlacht bei Arapiles erworben hatte, verspielt. Der General Beresford, Oberkommandierender der portugiesischen Streitkräfte, verlangte von Wellington eine strenge Bestrafung der Schuldigen, was von Wellington jedoch nicht weiter verfolgt wurde.

„[…] weil er die portugiesische Kavallerie brauchte, auch wenn sie schlecht war.“

Der britische Oberbefehlshaber war ob dieser Rücksichtnahme unzufrieden; es waren die drei einzigen Kanonen, die er in seiner gesamten militärischen Karriere verlor, was ihn reizte, bezüglich des Kampfes zu kommentieren:

„Verfluchte Sache!“